# Charles Folly Ayayi
Charles Folly Ayayi (Togo, 29 de diciembre de 1990) es un futbolista marfileño que juega como guardameta en el ASEC Mimosas y en la selección de Costa de Marfil.

## Trayectoria
Folly Ayayi comenzó su carrera en el Sporting Club de Gagnoa en 2015, club en el que permaneció hasta 2019. Ese año fue fichado por el RC Abidjan con el que ganó la Primera División de Costa de Marfil. En 2022 fue contratado por el ASEC Mimosas y en su primera temporada volvió a ganar el campeón local y la Copa de Costa de Marfil 2023.

## Selección nacional
Nacido en Togo, Folly Ayayi se mudó a Costa de Marfil a una edad temprana y tiene doble nacionalidad.
Hizo su debut con la selección de fútbol de Costa de Marfil el 27 de agosto de 2022 ante Burkina Faso por la Clasificación para el Campeonato Africano de Naciones de 2022.

## Clubes
| Club         | País            | Año             |
| ------------ | --------------- | --------------- |
| SC Gagnoa    | Costa de Marfil | 2015 - 2019     |
| RC Abidjan   | Costa de Marfil | 2019 - 2022     |
| ASEC Mimosas | Costa de Marfil | 2022 - presente |

## Palmarés

### Títulos nacionales
| Título                  | Club         | Año     |
| ----------------------- | ------------ | ------- |
| Primera División        | RC Abidjan   | 2019-20 |
| Primera División        | ASEC Mimosas | 2022-23 |
| Copa de Costa de Marfil | ASEC Mimosas | 2023    |

### Títulos internacionales
| Título                    | Equipo          | Sede            | Año  |
| ------------------------- | --------------- | --------------- | ---- |
| Copa Africana de Naciones | Costa de Marfil | Costa de Marfil | 2023 |